# Loki Schmidt

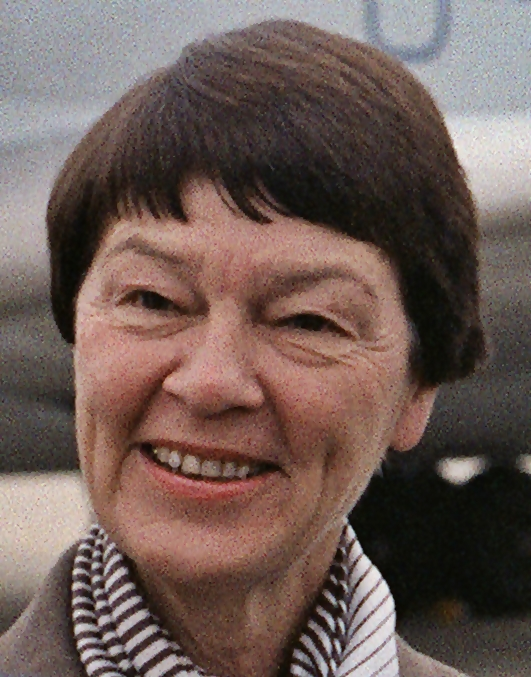
Loki Schmidt (1981)

Hannelore „Loki“ Schmidt (* 3. März 1919 in Hamburg als Hannelore Glaser; † 21. Oktober 2010 ebenda) war die Ehefrau des Bundeskanzlers Helmut Schmidt, die sich durch ihre Leidenschaft für Biologie und Natur auch als Botanikerin, Natur- und Pflanzenschützerin betätigte. Damit wurde sie weit über die Amtszeit ihres Ehemannes hinaus in der Öffentlichkeit wahrgenommen. So fand sie in diesem Bereich unter anderem als Autorin und mit den von ihr initiierten Einrichtungen Anerkennung und arbeitete mehr als 30 Jahre als Lehrerin.

## Leben
Im Arbeiterstadtteil Hammerbrook geboren, wuchs Hannelore Glaser mit ihrem Bruder Christoph (geboren 1920) und ihrer Schwester Linde (geboren 1922) in bescheidenen Verhältnissen auf. 1929 bezog die Familie nach der Geburt des jüngsten Kindes, Rose, eine Genossenschaftswohnung in Hamburg-Horn. Ihr Vater Hermann war Betriebselektriker auf einer Werft. Als er 1931 arbeitslos wurde, begann Mutter Gertrud als Näherin zu arbeiten. Als kleines Kind gab Hannelore Glaser sich selbst den Spitznamen „Loki“. Sie besuchte ab 1925 die reformorientierte Schule Burgstraße, ab 1929 die musisch geprägte, ebenfalls reformorientierte Lichtwarkschule in Hamburg und begegnete an diesem koedukativen Gymnasium ihrem späteren Ehemann Helmut Schmidt, mit dem sie von Anfang an in dieselbe Klasse ging. Mit ihm rauchte sie zu dieser Zeit auch ihre ersten Zigaretten, was beider Markenzeichen bis ins hohe Alter blieb. Klassenlehrerin mit dem Fach Biologie war Ida Eberhardt, die 1935 entlassen wurde, weil sie sich gegen den Aushang der Hetzschrift Der Stürmer in der Lichtwarkschule ausgesprochen hatte. Ihre zeitweilige Deutschlehrerin Erna Stahl gehörte zum Umfeld der Weißen Rose Hamburg. Um nach der Machtergreifung auf der Schule bleiben zu können, musste Glaser in den BDM eintreten und war in einem Orchester der Organisation. Nach dem Abitur, das sie an der Klosterschule ablegte, da die Koedukation an der Lichtwarkschule aufgehoben worden war, musste sie 1937 zum Reichsarbeitsdienst. Ihr Wunsch, Biologie zu studieren, scheiterte an den Studiengebühren, worauf sie Pädagogik für das Lehramt für Volksschulen studierte und dieses nach vier Semestern 1940 abschloss.
Nach der Rückkehr des als Offizier der Wehrmacht an der Ostfront eingesetzten Helmut Schmidt folgte auf ihre Verlobung Ostern 1942 die Eheschließung am 27. Juni 1942 und im Dorf Hambergen die kirchliche Trauung am 1. Juli. Aus der Ehe gingen zwei Kinder hervor. Sohn Helmut Walter (* 26. Juni 1944) starb noch vor seinem ersten Geburtstag am 19. Februar 1945 in Bernau. Ihre Tochter Susanne wurde im Mai 1947 in Hamburg geboren und lebt heute als promovierte Volkswirtin und Wirtschaftsjournalistin in England. Vor und nach der Geburt ihrer Tochter erlitt Loki Schmidt insgesamt sechs Fehlgeburten. Nachdem ihr Mann 1945 aus der Kriegsgefangenschaft entlassen worden war, studierte er bis 1949 Staatswissenschaften und Volkswirtschaftslehre, bevor er eine Beschäftigung bei der Hamburger Wirtschafts- und Verkehrsbehörde aufnahm. Während dieser Zeit sorgte Loki Schmidt allein für den Unterhalt der Familie.
Von 1940 bis 1972 arbeitete Loki Schmidt als Volks-, Grund- und Realschullehrerin: Von 1940 bis zu den Bombenangriffen 1943 war sie Lehrerin an der Grundschule Bauerberg 44 (heute Schule Beim Pachthof) in Hamburg-Horn, teils mit ihrer Klasse in der Kinderlandverschickung. Nach ihrer Rückkehr nach Hamburg 1945 arbeitete Loki Schmidt zunächst in einem Kinderheim in Hamburg-Harburg, dann ab 1949 in der Schule Othmarscher Kirchenweg in Hamburg-Othmarschen. Diese Schule wurde 2012 nach Loki Schmidt benannt. Nach dem Umzug des Ehepaars Schmidt nach Hamburg-Langenhorn wechselte Loki Schmidt dort 1962 an die Schule Eberhofweg, wo sie bis 1972 unterrichtete.

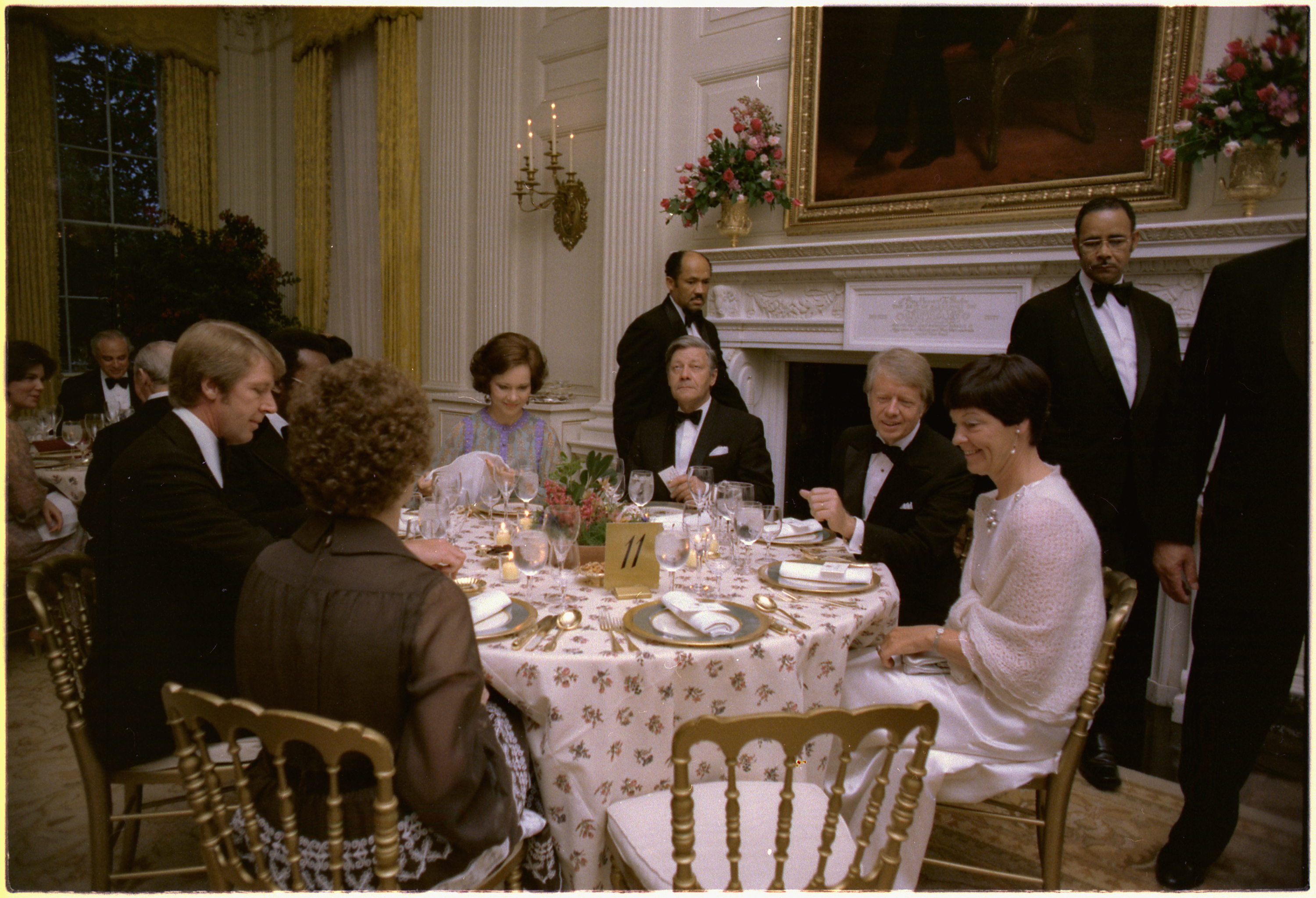
Als Begleitung ihres Mannes in dessen Amtszeit als Bundeskanzler (USA, 1977)

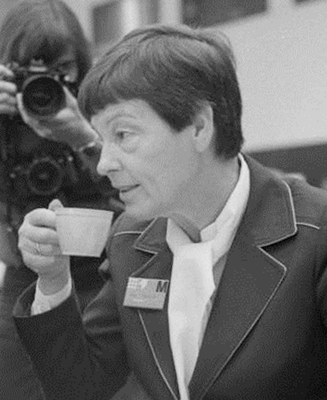
Loki Schmidt (1978)

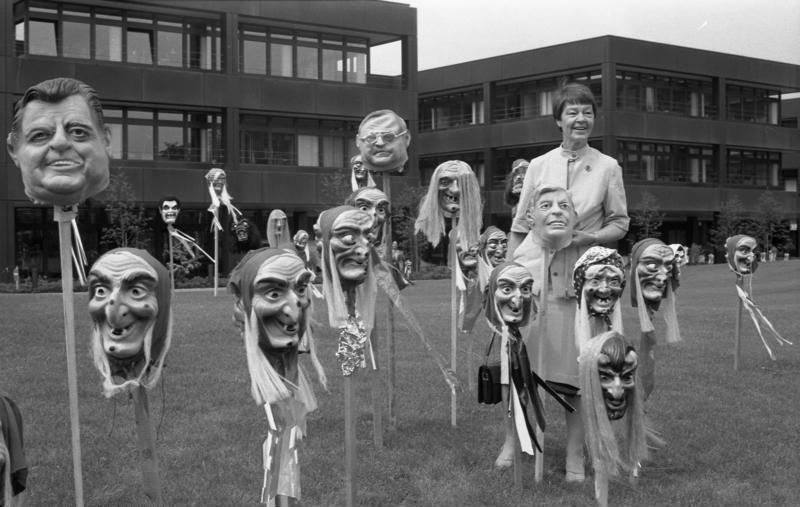
Loki Schmidt in der Kulisse zum Kanzler-Sommerfest 1980

Zwischen 1974 und 1982 nahm Loki Schmidt protokollarische Aufgaben als Ehefrau des Bundeskanzlers wahr und engagierte sich vor allem für den Pflanzen- und Naturschutz. Nach dem Ende der Kanzlerschaft verstärkte sie ihren Einsatz für gefährdete Pflanzen noch und ließ sich in die Deputation der Behörde für Bezirksangelegenheiten, Naturschutz und Umweltgestaltung in Hamburg wählen. Auch zu gesellschaftlichen Themen wie der Schulpolitik nahm sie gelegentlich Stellung. Über Jahre begleitete sie auf eigene Kosten Forschungsreisen von Wissenschaftlern, meistens der Max-Planck-Gesellschaft, beispielsweise zum Nakuru-See nach Kenia, auf die Galapagos-Inseln, nach Ecuador, Malaysia, Nordborneo oder Brasilien. Auch nach dieser Zeit bis in die 1990er Jahre hinein unternahm sie umfangreiche Auslandsreisen zum Studium der Pflanzenwelt und der Natur.
1976 hatte sie bereits das Kuratorium zum Schutze gefährdeter Pflanzen gegründet, das 1979 in eine Stiftung überführt wurde. Diese Stiftung fusionierte mit der Stiftung Naturschutz Hamburg (gegründet 1985/1986 unter maßgeblicher Beteiligung des damaligen Präses der Hamburger Umweltbehörde und heutigen Stiftungsratsvorsitzenden Senator a. D. Wolfgang Curilla) zur Stiftung Naturschutz Hamburg und Stiftung Loki Schmidt (kurz: Stiftung Natur und Pflanzen, heute Loki Schmidt Stiftung). Die Stiftung vergibt seit 1977 als Auszeichnung die „Loki-Schmidt-Silberpflanze“. Der Umweltpreis, der an Menschen vergeben wird, denen der Naturschutz am Herzen liegt, ging auf eine Idee von Kurt A. Körber und Loki Schmidt zurück und wurde von ihr auf Empfehlung der Stiftung auch selbst vergeben. Zudem wählt die Stiftung seit 1980 auch die Blume des Jahres aus und stellt diese vor.
Seit den 1970er Jahren setzte sie sich zudem für den Botanischen Garten in Hamburg und dessen Aufgabe zur Erforschung und Erhaltung biologischer Vielfalt ein. Im Rahmen ihres Engagements für Botanische Gärten initiierte sie 1986 den internationalen Gärtnertausch, der mit einer von ihr finanzierten Reise von Gärtnern des Hamburger Botanischen Gartens zur Mitbepflanzung des ersten tropischen Gewächshauses in Israel begann und zunächst von der Stiftung Natur und Pflanzen betreut und später von der Stiftung Internationaler Gärtnertausch übernommen wurde.
Für einen 1997 veröffentlichten Bildband Die Botanischen Gärten in Deutschland mit der ersten vollständigen Übersicht der Botanischen Gärten Deutschlands und ihren Sammlungen recherchierte sie zwei Jahre lang und legte 26.000 Reisekilometer zurück.
2005 äußerte sie sich in Mein Leben für die Schule zur Bildungspolitik. Drei Jahre später erschien das Buch Erzähl doch mal von früher und sie wurde in ihrem 90. Lebensjahr mit ihren Lebenserinnerungen zur Bestsellerautorin. Im Oktober 2010 erschien ihr Buch Auf dem roten Teppich und fest auf der Erde.

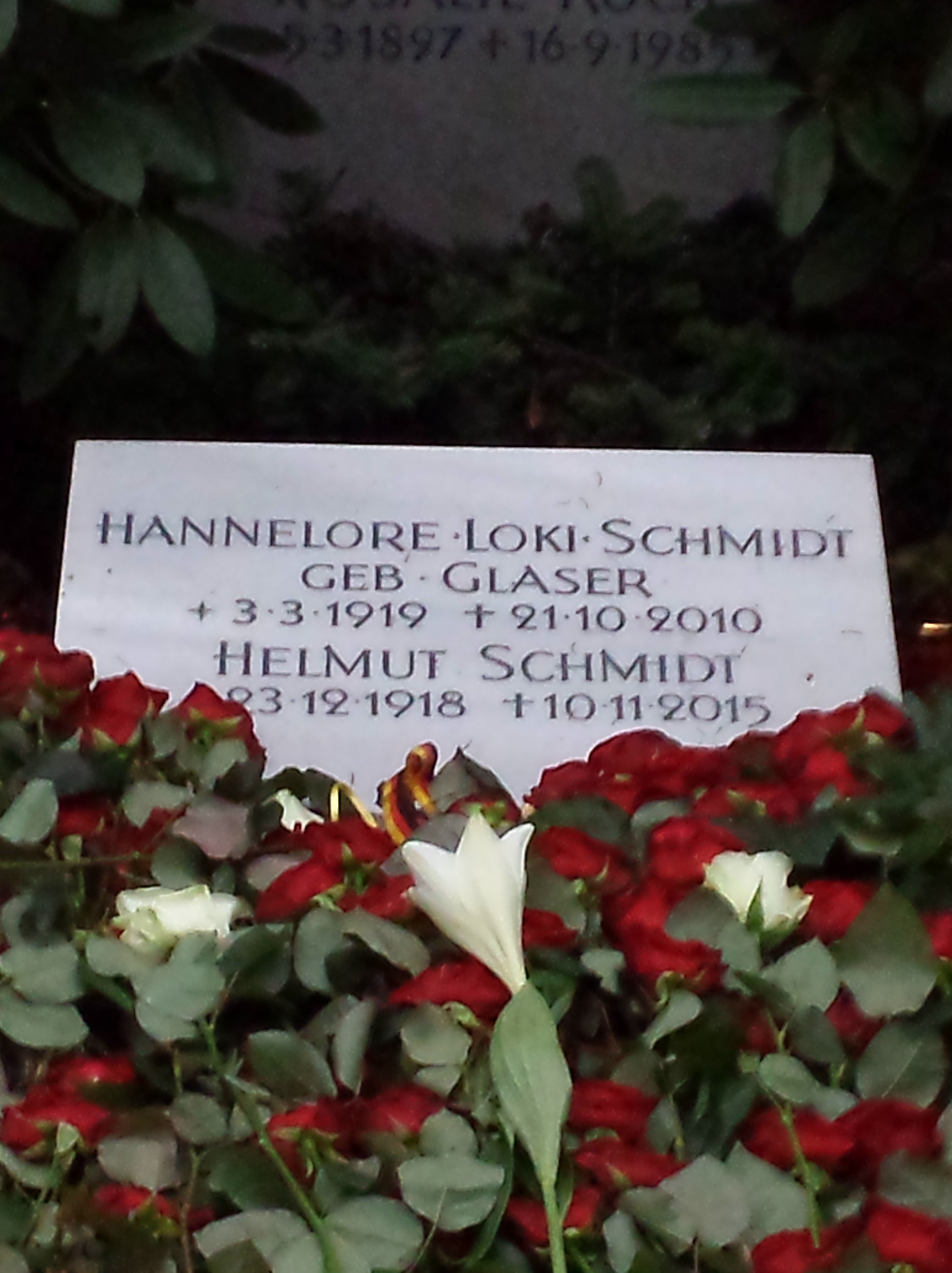
Grabstein von Loki und Helmut Schmidt auf dem Friedhof Ohlsdorf

Loki Schmidt stürzte Ende September 2010 und brach sich einen Fuß. Nach einer Operation entließen die Ärzte sie Anfang Oktober nach Hause. Loki Schmidt starb, im Beisein ihrer Tochter Susanne, in den frühen Morgenstunden des 21. Oktober 2010 in ihrem Haus im Hamburger Stadtteil Langenhorn.
Am 1. November 2010 fand in der Hamburger Michaeliskirche eine Trauerfeier für Loki Schmidt statt. Unter den 2000 Gästen waren unter anderem Bundeskanzlerin Angela Merkel, Alt-Kanzler Gerhard Schröder sowie die ehemaligen Bundespräsidenten Richard von Weizsäcker und Horst Köhler. Die Trauerpredigt hielt der frühere hannoversche Landesbischof Eduard Lohse, die Liturgie leitete Hauptpastor Alexander Röder. Die Trauerrede hielt der frühere Hamburger Bürgermeister und Freund der Familie Henning Voscherau. Im Anschluss an die Trauerfeier wurde Loki Schmidt eingeäschert, die Beisetzung der Urne im Familiengrab auf dem Hauptfriedhof Hamburg-Ohlsdorf erfolgte am 2. November 2010.

## Ehrungen
Zum 100. Geburtstag gab die Deutsche Post AG mit dem Erstausgabetag 1. März 2019 ein Sonderpostwertzeichen im Nennwert von 45 Eurocent heraus. Der Entwurf stammt vom Grafiker Andreas Ahrens aus Hannover.

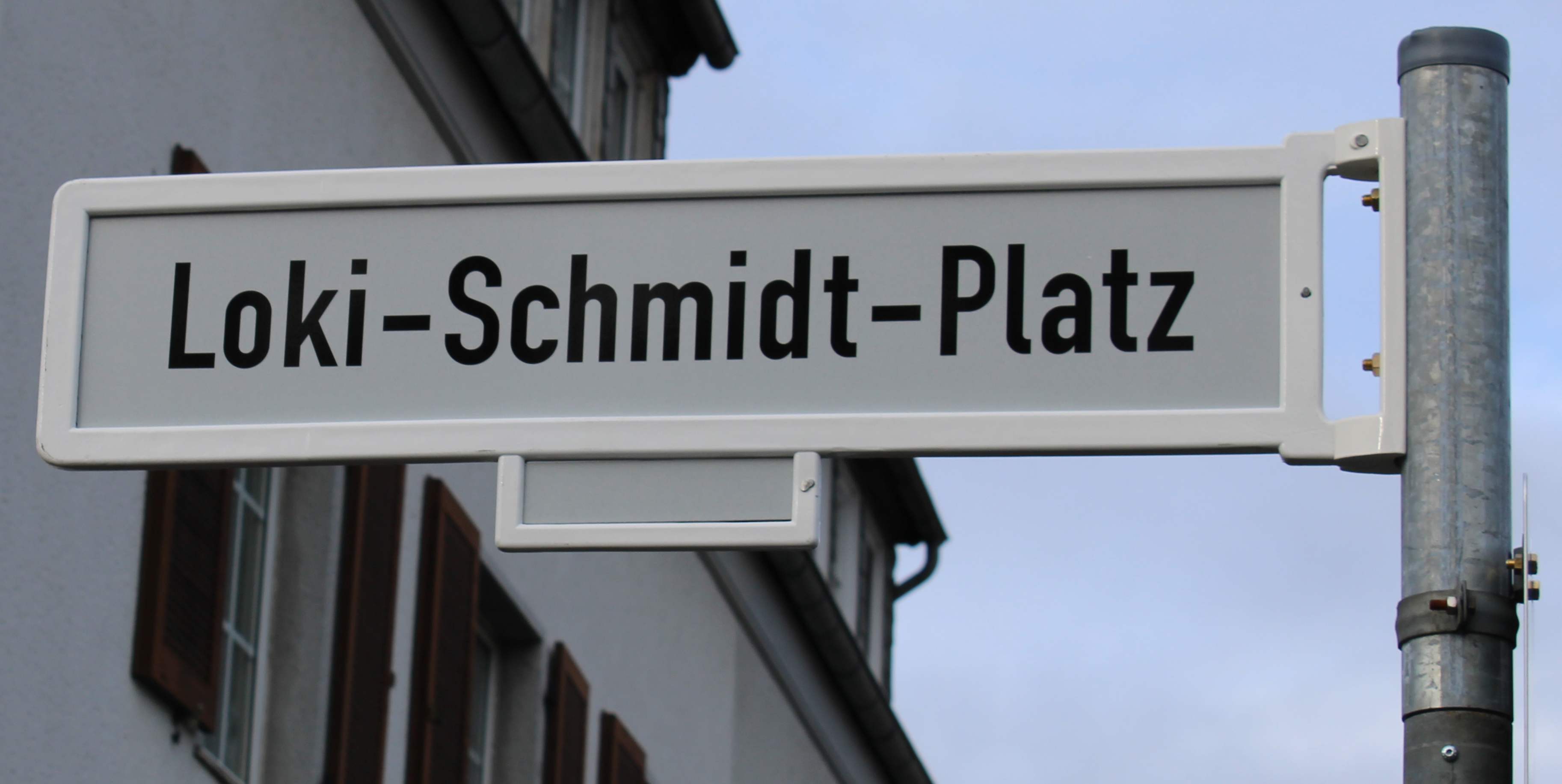
Loki-Schmidt-Platz in Bonn-Dottendorf

Der Botanische Garten in Hamburg-Flottbek wurde ihr zu Ehren 2012 in Loki-Schmidt-Garten umbenannt. 
In Bonn-Dottendorf wurde der Hindenburgplatz 2021 umbenannt in Loki-Schmidt-Platz. Ebenso gibt es in Pergolenviertel in Hamburg-Winterhude einen Quartierplatz mit dem Namen Loki-Schmidt-Platz.

### Dedikationsnamen
Die nach Loki Schmidt benannte Bromelie Pitcairnia loki-schmidtiae Rauh & Barthlott hatte sie als bis dato unbeschriebene Art bei einer Reise nach Mexiko 1985 selbst entdeckt. Nach ihr wurden auch die Bromelie Puya lokischmidtiae R.Vásquez & Ibisch, das Balsaminengewächs Impatiens loki-schmidtiae Eb.Fisch. & Raheliv., das venezolanische Rosengewächs Lachemilla loki-schmidtiae J.Gaviria, die Schwertlilie Iris lokiae Alexeeva, die Orchidee Orchis lokiana H.Baumann sowie der Skorpion Tityus lokiae benannt.

## Werke
Botanik
- Schützt die Natur. Impressionen aus unserer Heimat. Herder Verlag, Freiburg 1979, ISBN 3-451-18225-4.
- mit H.-U. Reyer, W. Migongo-Buke: Field Studies and Experiments on Distribution and Foraging of Pied and Malachite Kingfishers at Lake Nakuru (Kenya). In: Journal of Animal Ecology. Band 57, 1988, ISSN 0021-8790, S. 595–610, JSTOR:4927.
- mit W. Barthlott, S. Porembski, M. Kluge, J. Hopke: Selenicereus wittii (Cactaceae). An epiphyte adapted to Amazonian Igapó inundation forests. In: Plant Systematics and Evolution. Band 206, 1997, ISSN 0378-2697, S. 175–185, doi:10.1007/BF00987947.
- Die Botanischen Gärten in Deutschland. Verlag Hoffmann und Campe, 1997, ISBN 3-455-11120-3.
- Die Blumen des Jahres. Hoffmann und Campe, Hamburg 2003, ISBN 3-455-09395-7.
- mit P. Parolin, J. Adis, M. F. da Silva, I. L. do Amaral und M. T. F. Piedade: Floristic composition of a floodplain forest in the Anavilhanas archipelago, Brazilian Amazonia. In: Amazoniana. Band 17, Nr. 3/4, ISSN 0065-6755, 2003, S. 399–411 (Abstract).
- mit Lothar Frenz: Das Naturbuch für Neugierige. Rowohlt Berlin Verlag, Berlin 2010, ISBN 978-3-87134-681-1, Leseprobe, 15 S. (PDF-Datei; 235 kB).

Autobiographisches
- Hannelore Schmidt: Gezwungen, früh erwachsen zu sein. In: Helmut Schmidt, Kindheit und Jugend unter Hitler. Siedler Verlag, Berlin 1992, 2. Auflage, ISBN 3-88680-444-5, S. 19–68.
- Loki: Hannelore Schmidt erzählt aus ihrem Leben. Hoffmann und Campe, Hamburg 2003, ISBN 3-455-09408-2.
- Mein Leben für die Schule. Loki Schmidt im Gespräch mit Reiner Lehberger. Hoffmann und Campe, Hamburg 2005, ISBN 3-455-09486-4 (zur Lichtwarkschule).
- Erzähl doch mal von früher. Loki Schmidt im Gespräch mit Reinhold Beckmann. Hoffmann und Campe, Hamburg 2008, ISBN 3-455-50094-3.
- Loki Schmidt, Dieter Buhl: Auf dem roten Teppich und fest auf der Erde. Hoffmann und Campe, Hamburg 2010, ISBN 978-3-455-50175-9 (zur Politik).
- Loki Schmidt, Reiner Lehberger: Auf einen Kaffee mit Loki Schmidt. Hoffmann und Campe, Hamburg 2010, ISBN 978-3-455-50167-4.

## Auszeichnungen

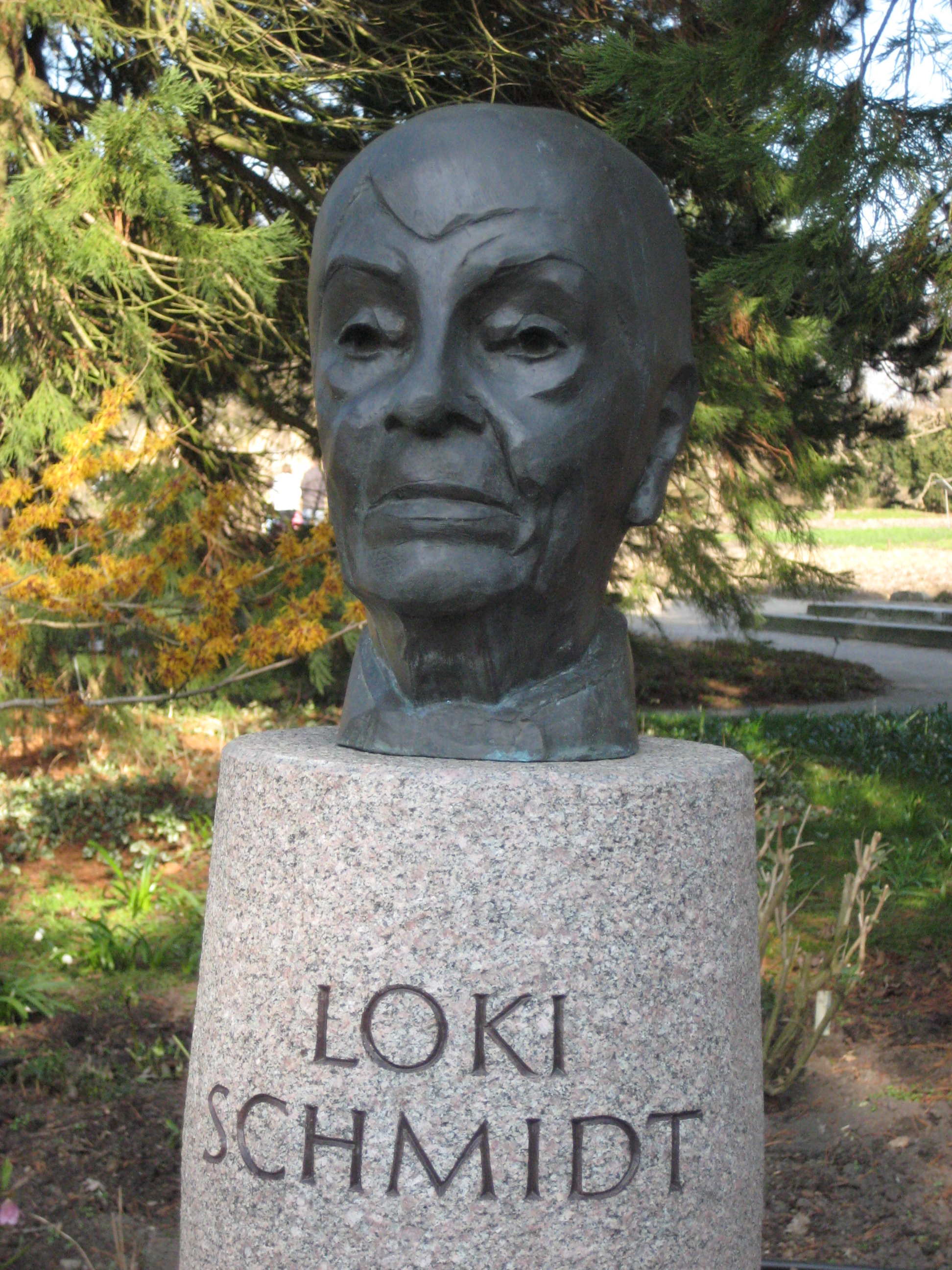
Büste im Botanischen Garten in Hamburg

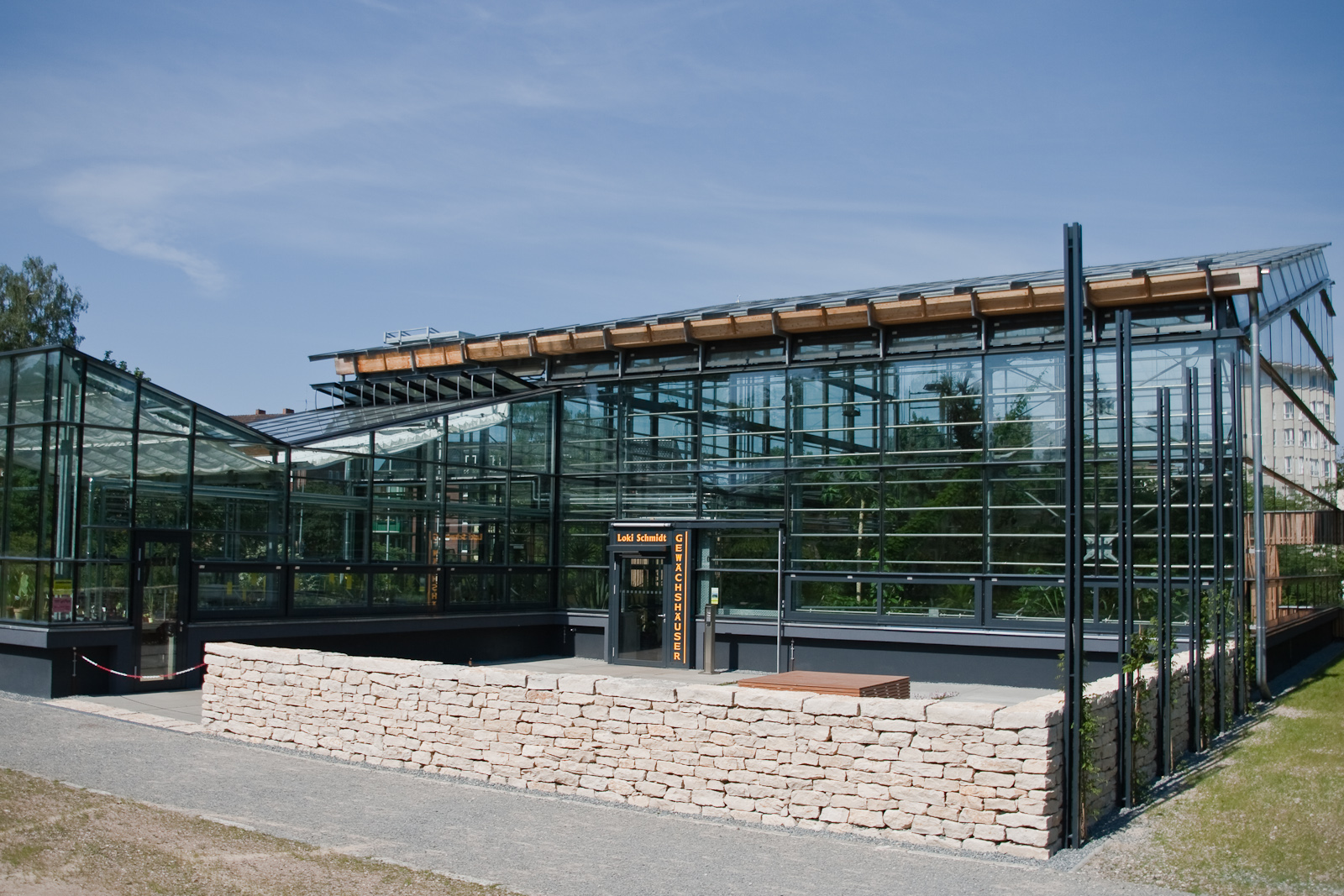
Loki-Schmidt-Gewächshäuser in Rostock, Eingang

- 1982: Verleihung der Alexander-von-Humboldt-Medaille in Gold durch die Alfred Toepfer Stiftung F.V.S. zu Hamburg
- 1987: Verleihung der „Goldenen Blume von Rheydt“; ältester deutscher Umweltpreis
- 1989: Rheinlandtaler des Landschaftsverbandes Rheinland
- 1990: Ehrensenatorin der Universität Hamburg,[24] Hamburger Preis für Jagdpolitik
- 1994: Verleihung der Alfred-Toepfer-Medaille durch den Senat der Freien und Hansestadt Hamburg[1]
- 1995: Verleihung der Medaille der Rheinischen Friedrich-Wilhelms-Universität, Bonn
- 1997: Bruno H. Schubert-Preis. Verleihung der Ehrendoktorwürde der Russischen Akademie der Wissenschaften in Sankt Petersburg in Anerkennung für den internationalen Gärtnertausch an dem auch der Botanische Garten St. Petersburg beteiligt ist[12]
- 1998: Ernennung zum Ehrenmitglied des Freundeskreises Neuer Botanische Garten der Christian-Albrechts-Universität zu Kiel e. V., Ernennung zum Technischen Leiter ehrenhalber der Arbeitsgemeinschaft der Technischen Leiter der Botanischen Gärten in Deutschland (AGTL e. V.)
- 1999: Zum 80. Geburtstag: Verleihung des Ehrentitels Professorin durch den Hamburger Senat[1] für ihre Verdienste um den Pflanzen- und Naturschutz. Verleihung der Ehrenmitgliedschaft des Verbandes Botanischer Gärten in Kiel.
- 2000: Verleihung der Ehrendoktorwürde (Doktor der Naturwissenschaften ehrenhalber) der Universität Hamburg des Fachbereiches Biologie für ein Lebenswerk von herausragender Bedeutung und Engagement in allen Bereichen des wissenschaftlichen und praktischen Naturschutzes.[25] Ernst von Siemens Medaille durch die Gesellschaft der Freunde des Botanischen Gartens München
- 2002: Verleihung der Simon-Schwendener-Medaille durch die Deutsche Botanische Gesellschaft
- 2003: Benennung der Genbank für Wildpflanzen, Botanischer Garten der Universität Osnabrück, in „Loki Schmidt-Genbank für Wildpflanzen“
- 2004: Deutscher Umweltpreis durch die Deutsche Bundesstiftung Umwelt als Ehrenpreis für ihre Lebensleistung[26]
- 2007: Goldene Feder, Medienpreis der Bauer Media Group
- 12. Februar 2009: Ehrenbürgerin Hamburgs als höchste Auszeichnung der Freien und Hansestadt.[27]
- 3. März 2009: Zu ihrem 90. Geburtstag am 3. März wurden 90 „Loki-Schmidt-Beete“ in ganz Deutschland angelegt.[28]
- 30. März 2009: Eröffnung des neuen Museums für Nutzpflanzen der Universität Hamburg als „Loki-Schmidt-Haus“ im botanischen Garten Klein Flottbek[29]
- 15. Mai 2009: Benennung der Gewächshäuser des Botanischen Gartens der Universität Rostock mit dem Namen Loki-Schmidt-Gewächshäuser[30]
- 1. August 2012: Die Schule Othmarscher Kirchenweg, an der Loki Schmidt 13 Jahre unterrichtet hatte, wird in Loki-Schmidt-Schule umbenannt.[31]
- 23. Oktober 2012: Der Botanische Garten Hamburg wird in Loki-Schmidt-Garten umbenannt.[32]
- 11. Mai 2017: Der zentrale Platz des im Bau befindlichen Wohngebiets „Pergolenviertel“ in Hamburg-Winterhude wird Loki-Schmidt-Platz genannt.[33]
- 1. März 2019: Zum 100. Geburtstag: Ausgabe einer Sonderbriefmarke 100. Geburtstag Hannelore „Loki“ Schmidt mit einer feierlichen Präsentation im Museum für Hamburgische Geschichte am 25. März 2019.[34]
- 2. Dezember 2021: Der bisherige Hindenburgplatz in Bonn-Dottendorf wird in Loki-Schmidt-Platz umbenannt.[35]